# Singoli al numero uno nella Billboard Hot 100 nel 2005

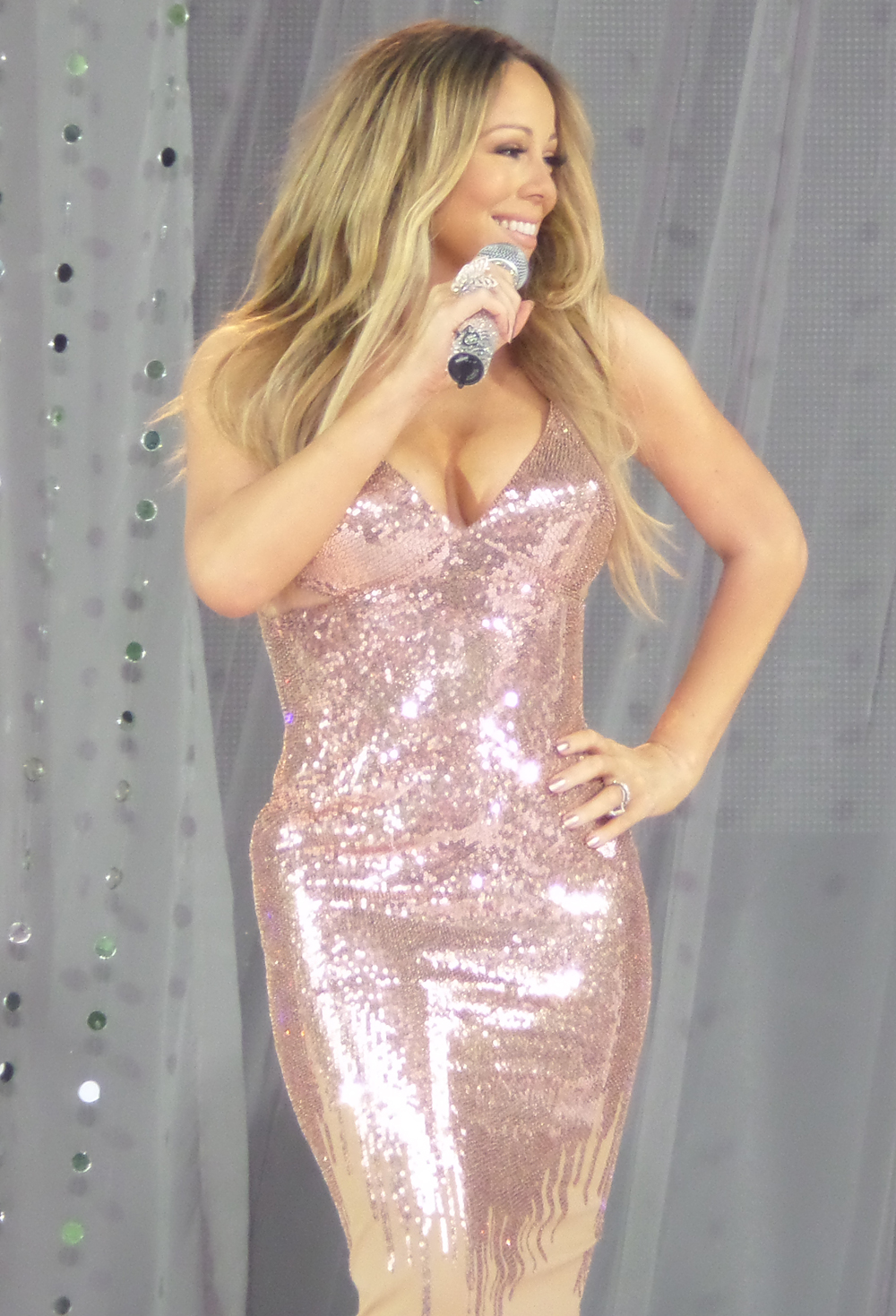
We Belong Together di Mariah Carey è stato il singolo rimasto per più settimane nella prima posizione della classifica durante il 2005, con 14 settimane non consecutive. Inoltre, grazie a We Belong Together e Don't Forget About Us, nel 2005 la Carey ha ottenuto la sua 16ª e 17ª numero uno negli Stati Uniti.

Di seguito è proposta la lista dei singoli al numero uno nella Billboard Hot 100 nel 2005.
La Billboard Hot 100 è una classifica dei singoli più venduti negli Stati Uniti d'America redatta dal magazine Billboard e stilata sulla base dei dati di vendita calcolati non solo sugli album venduti "fisicamente", ma anche sulle vendite digitali e sui passaggi in radio.
Il 2005 ha rappresentato l'anno con il numero più basso di singoli che hanno raggiunto la vetta della classifica, 8. Nessuna delle canzoni in lista ha iniziato il suo dominio l'anno precedente.
Durante l'anno sono stati cinque gli artisti che hanno ottenuto la loro prima numero uno negli Stati Uniti, ovvero Mario, Olivia, Gwen Stefani, Carrie Underwood e Chris Brown. Carrie Underwood e Chris Brown hanno, inoltre, ottenuto la loro prima numero uno con i loro rispettivi singoli di debutto.
Mariah Carey è stata l'unica artista che, nel 2005, ha ottenuto più di una numero uno, con due canzoni che hanno raggiunto la vetta della Hot 100.
We Belong Together, della cantante americana Mariah Carey, è la canzone con la più lunga permanenza in prima posizione dell'anno, avendo regnato per 14 settimane non consecutive. Insieme a I Gotta Feeling, della band americana The Black Eyed Peas, la canzone ha ottenuto il maggior numero di settimane spese in prima posizione dell'intera decade 2000-2009. Al 2018, We Belong Together era anche la seconda canzone nell'intera storia della Hot 100 con la più lunga permanenza alla vetta della classifica, dietro solo a One Sweet Day della stessa Crey in collaborazione con i Boyz II Men, che era rimasta in cima alla classifica per 16 settimane consecutive. Nonostante sia stata superata negli anni da altre canzoni, We Belong Together resta ancora una delle canzoni nella storia della Hot 100 con il maggior numero di settimane spese in prima posizione.

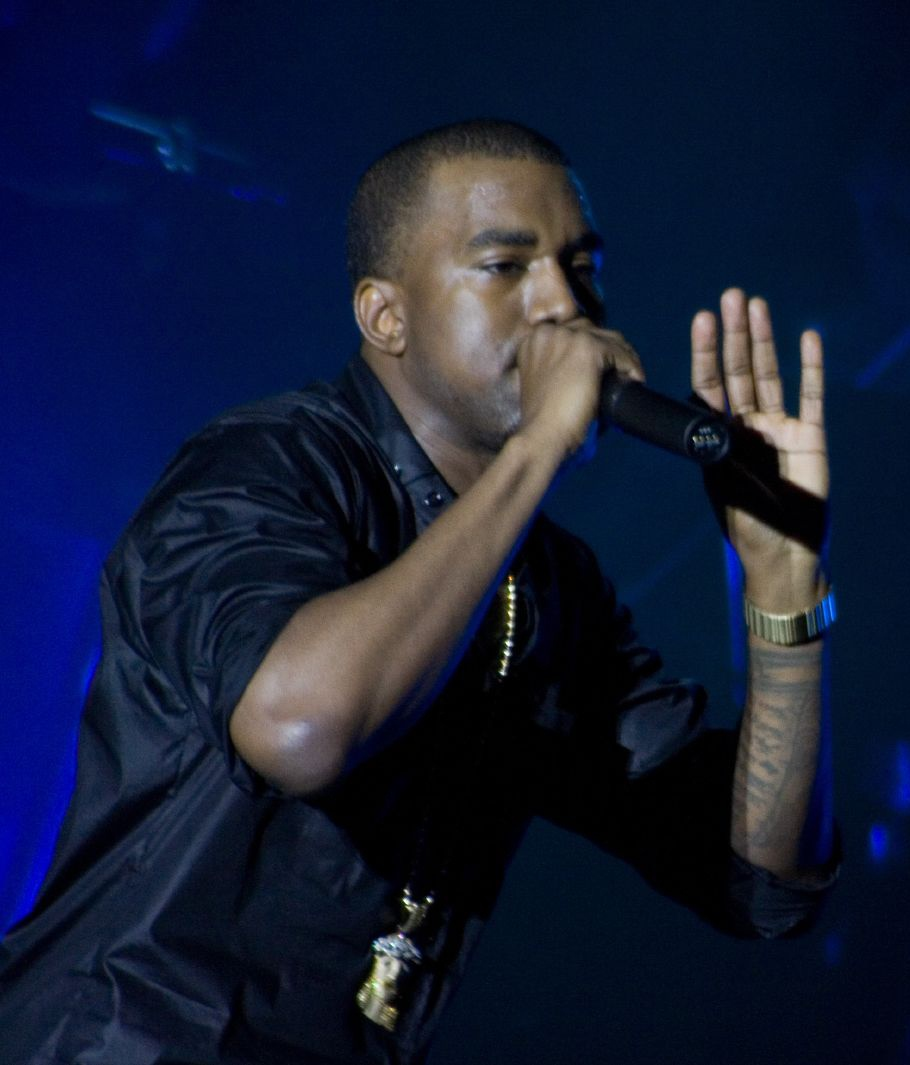
Gold Digger, di Kanye West e Jamie Foxx, è stato il secondo singolo rimasto per più settimane nella prima posizione della classifica, con dieci settimane consecutive.

We Belong Together è stata, inoltre, anche la canzone di maggior successo del 2005, raggiungendo la prima posizione della classifica di fine anno Billboard Year-End Hot 100.
Gold Digger, del rapper Kanye West, è stata la seconda numero uno con la più lunga permanenza in vetta, con 10 settimane consecutive. Tra gli altri singoli duraturi si riscontrano Let Me Love You, di Mario, Candy Shop di 50 Cent, entrambi con 9 settimane consecutive in vetta.
Nell'ultima pubblicazione del 2005, Mariah Carey ha ottenuto la sua 17ª numero uno con Don't Forget About Us, permettendole di equiparare Elvis Presley in quanto una degli artisti con il maggior numero di numero uno nella Billboard Hot 100.  

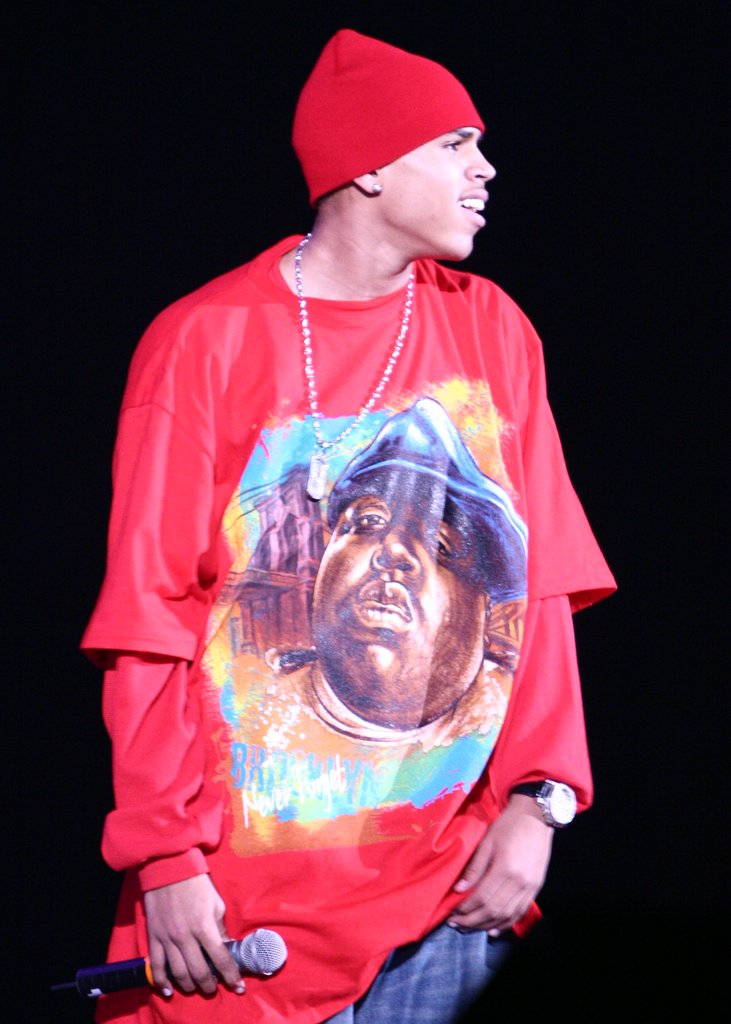
Chris Brown con Run It! divenne uno dei pochi ad essere arrivati in vetta alla classifica con il suo singolo di debutto.

## Hot 100

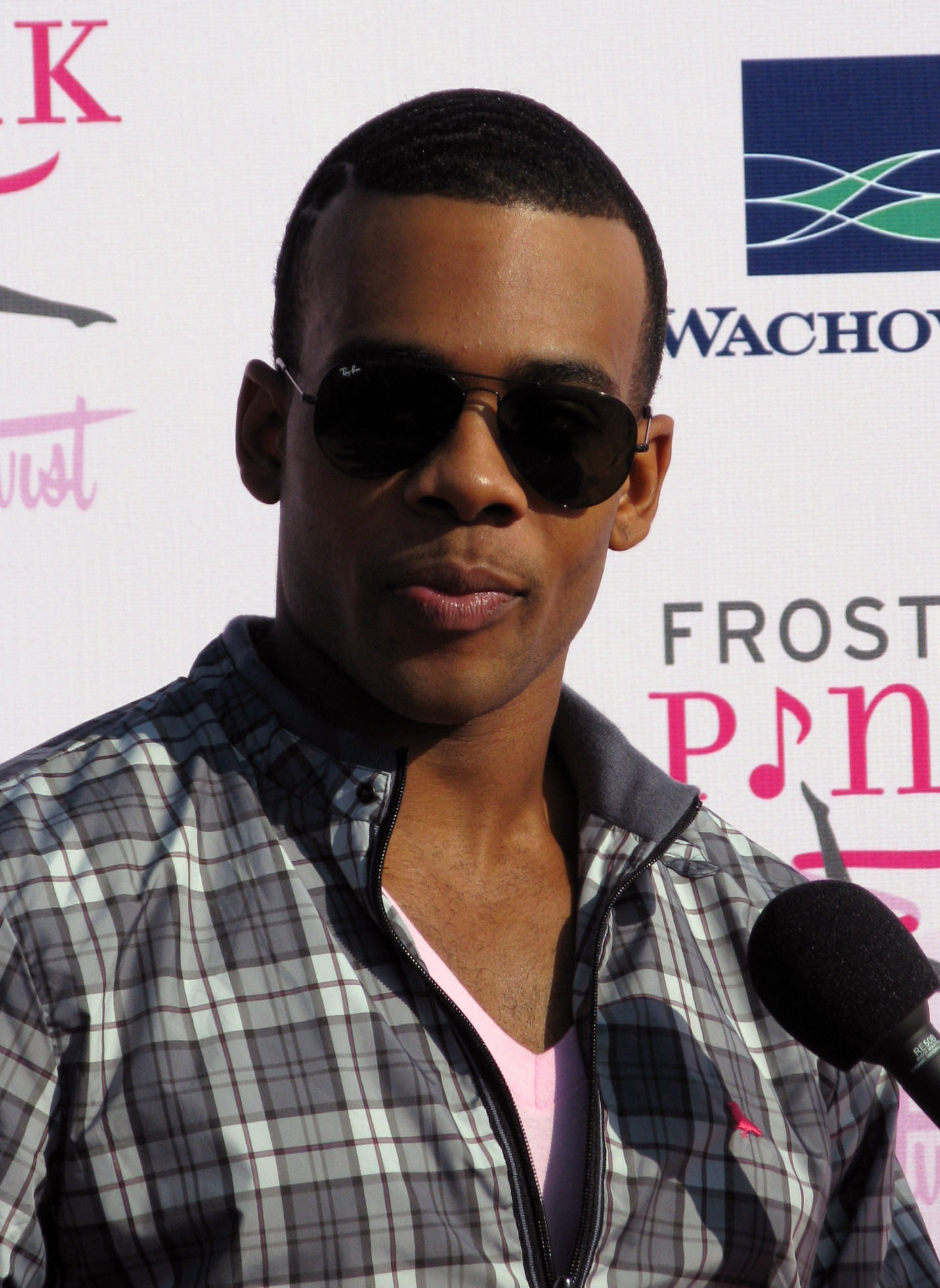
Il cantante R&B Mario ha ottenuto la sua prima numero uno con Let Me Love You, che è rimasta in cima alla Hot 100 per 9 settimane consecutive.

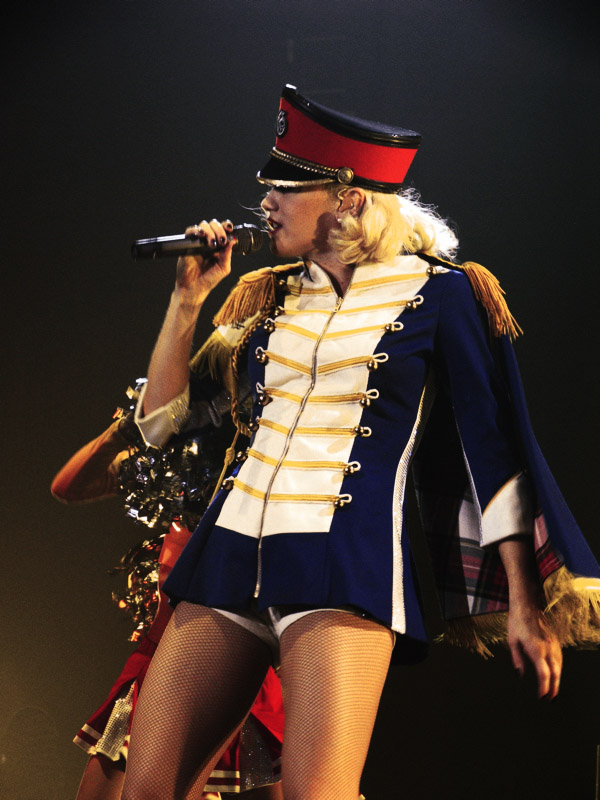
Hollaback Girl è diventata la prima numero uno negli Stati Uniti di Gwen Stefani, rimanendo in vetta per 4 settimane consecutive.

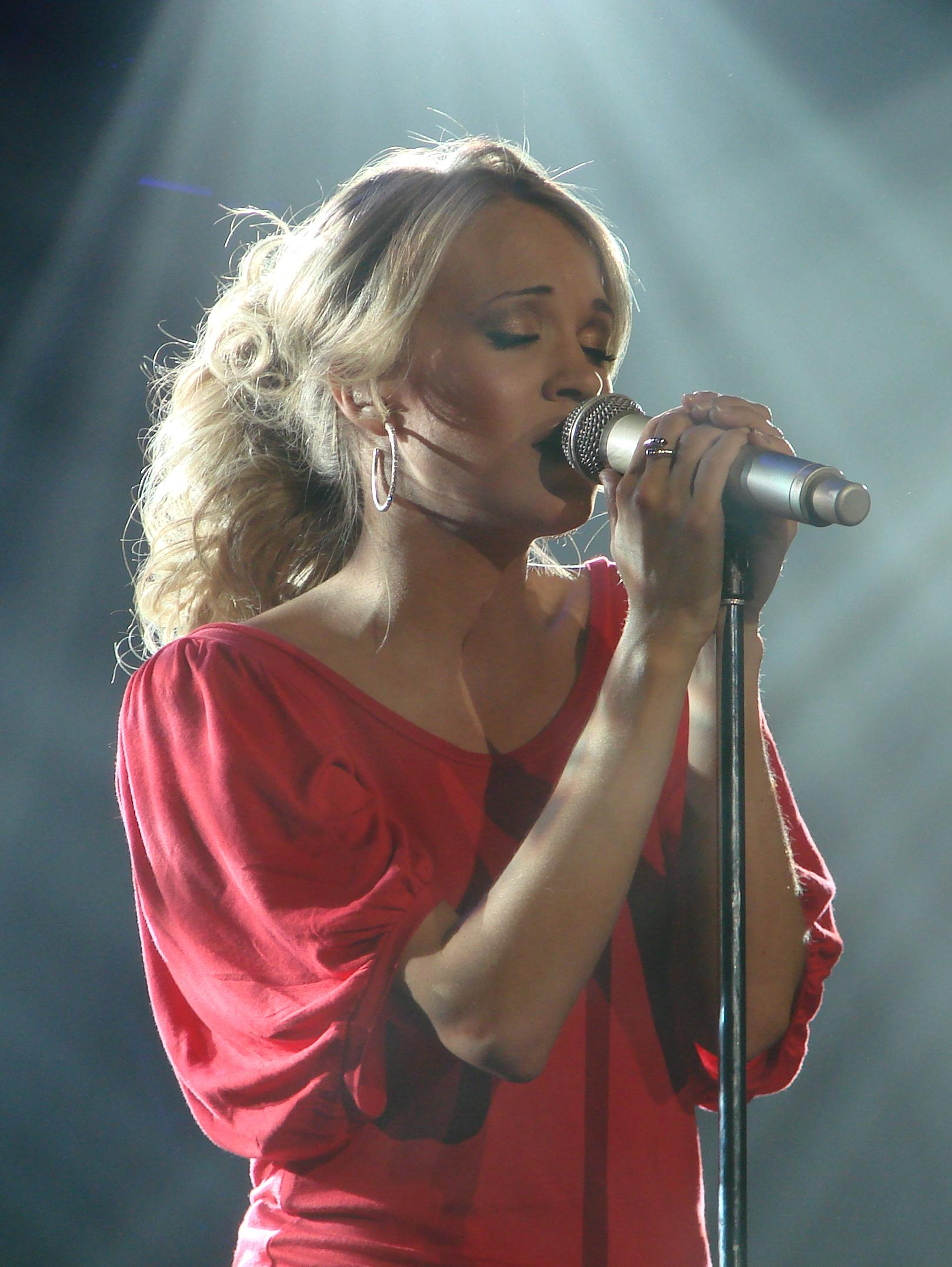
La cantante country Carrie Underwood ha ottenuto la sua prima numero uno negli Stati Uniti con Inside Your Heaven, rimanendo in vetta per una settimana.

| † | Indica la canzone con le migliori prestazioni del 2005 |

| Data         | Brano                 | Artista                         | Totale settimane al numero uno | Fonti  |
| ------------ | --------------------- | ------------------------------- | ------------------------------ | ------ |
| 1º gennaio   | Let Me Love You       | Mario                           | 9                              | [ 11 ] |
| 8 gennaio    | Let Me Love You       | Mario                           | 9                              | [ 12 ] |
| 15 gennaio   | Let Me Love You       | Mario                           | 9                              | [ 13 ] |
| 22 gennaio   | Let Me Love You       | Mario                           | 9                              | [ 14 ] |
| 29 gennaio   | Let Me Love You       | Mario                           | 9                              | [ 15 ] |
| 5 febbraio   | Let Me Love You       | Mario                           | 9                              | [ 16 ] |
| 12 febbraio  | Let Me Love You       | Mario                           | 9                              | [ 17 ] |
| 19 febbraio  | Let Me Love You       | Mario                           | 9                              | [ 18 ] |
| 26 febbraio  | Let Me Love You       | Mario                           | 9                              | [ 19 ] |
| 5 marzo      | Candy Shop            | 50 Cent featuring Olivia        | 9                              | [ 20 ] |
| 12 marzo     | Candy Shop            | 50 Cent featuring Olivia        | 9                              | [ 21 ] |
| 19 marzo     | Candy Shop            | 50 Cent featuring Olivia        | 9                              | [ 22 ] |
| 26 marzo     | Candy Shop            | 50 Cent featuring Olivia        | 9                              | [ 23 ] |
| 2 aprile     | Candy Shop            | 50 Cent featuring Olivia        | 9                              | [ 24 ] |
| 9 aprile     | Candy Shop            | 50 Cent featuring Olivia        | 9                              | [ 25 ] |
| 16 aprile    | Candy Shop            | 50 Cent featuring Olivia        | 9                              | [ 26 ] |
| 23 aprile    | Candy Shop            | 50 Cent featuring Olivia        | 9                              | [ 27 ] |
| 30 aprile    | Candy Shop            | 50 Cent featuring Olivia        | 9                              | [ 28 ] |
| 7 maggio     | Hollaback Girl        | Gwen Stefani                    | 4                              | [ 29 ] |
| 14 maggio    | Hollaback Girl        | Gwen Stefani                    | 4                              | [ 30 ] |
| 21 maggio    | Hollaback Girl        | Gwen Stefani                    | 4                              | [ 31 ] |
| 28 maggio    | Hollaback Girl        | Gwen Stefani                    | 4                              | [ 32 ] |
| 4 giugno     | We Belong Together †  | Mariah Carey                    | 14                             | [ 33 ] |
| 11 giugno    | We Belong Together †  | Mariah Carey                    | 14                             | [ 34 ] |
| 18 giugno    | We Belong Together †  | Mariah Carey                    | 14                             | [ 35 ] |
| 25 giugno    | We Belong Together †  | Mariah Carey                    | 14                             | [ 36 ] |
| 2 luglio     | Inside Your Heaven    | Carrie Underwood                | 1                              | [ 37 ] |
| 9 luglio     | We Belong Together †  | Mariah Carey                    | 14                             | [ 38 ] |
| 16 luglio    | We Belong Together †  | Mariah Carey                    | 14                             | [ 39 ] |
| 23 luglio    | We Belong Together †  | Mariah Carey                    | 14                             | [ 40 ] |
| 30 luglio    | We Belong Together †  | Mariah Carey                    | 14                             | [ 41 ] |
| 6 agosto     | We Belong Together †  | Mariah Carey                    | 14                             | [ 42 ] |
| 13 agosto    | We Belong Together †  | Mariah Carey                    | 14                             | [ 43 ] |
| 20 agosto    | We Belong Together †  | Mariah Carey                    | 14                             | [ 44 ] |
| 27 agosto    | We Belong Together †  | Mariah Carey                    | 14                             | [ 45 ] |
| 3 settembre  | We Belong Together †  | Mariah Carey                    | 14                             | [ 46 ] |
| 10 settembre | We Belong Together †  | Mariah Carey                    | 14                             | [ 47 ] |
| 17 settembre | Gold Digger           | Kanye West featuring Jamie Foxx | 10                             | [ 48 ] |
| 24 settembre | Gold Digger           | Kanye West featuring Jamie Foxx | 10                             | [ 49 ] |
| 1º ottobre   | Gold Digger           | Kanye West featuring Jamie Foxx | 10                             | [ 50 ] |
| 8 ottobre    | Gold Digger           | Kanye West featuring Jamie Foxx | 10                             | [ 51 ] |
| 15 ottobre   | Gold Digger           | Kanye West featuring Jamie Foxx | 10                             | [ 52 ] |
| 22 ottobre   | Gold Digger           | Kanye West featuring Jamie Foxx | 10                             | [ 53 ] |
| 29 ottobre   | Gold Digger           | Kanye West featuring Jamie Foxx | 10                             | [ 54 ] |
| 5 novembre   | Gold Digger           | Kanye West featuring Jamie Foxx | 10                             | [ 55 ] |
| 12 novembre  | Gold Digger           | Kanye West featuring Jamie Foxx | 10                             | [ 56 ] |
| 19 novembre  | Gold Digger           | Kanye West featuring Jamie Foxx | 10                             | [ 57 ] |
| 26 novembre  | Run It!               | Chris Brown                     | 5                              | [ 58 ] |
| 3 dicembre   | Run It!               | Chris Brown                     | 5                              | [ 59 ] |
| 10 dicembre  | Run It!               | Chris Brown                     | 5                              | [ 60 ] |
| 17 dicembre  | Run It!               | Chris Brown                     | 5                              | [ 61 ] |
| 24 dicembre  | Run It!               | Chris Brown                     | 5                              | [ 62 ] |
| 31 dicembre  | Don't Forget About Us | Mariah Carey                    | 2                              | [ 63 ] |

Note:
1. ↑  Ha raggiunto il numero uno anche nel 2006

## Riferimenti
- Billboard
- Billboard Hot 100